# Пшипкі
Пшипкі (пол. Przypki) — село в Польщі, у гміні Тарчин Пясечинського повіту Мазовецького воєводства.
Населення — 224 особи (2011).
У 1975-1998 роках село належало до Варшавського воєводства.

## Демографія
Демографічна структура станом на 31 березня 2011 року:
|          | Загалом | Допрацездатний вік | Працездатний вік | Постпрацездатний вік |
| -------- | ------- | ------------------ | ---------------- | -------------------- |
| Чоловіки | 109     | 27                 | 69               | 13                   |
| Жінки    | 115     | 25                 | 67               | 23                   |
| Разом    | 224     | 52                 | 136              | 36                   |